# 422
Період падіння Західної Римської імперії. У Східній Римській імперії триває правління Феодосія II. У Західній формально править Гонорій, але значна частина території окупована варварами, зокрема в Іберії утворилося Вестготське королівство. У Китаї правління династії Лю Сун. В Індії правління імперії Гуптів. У Японії триває період Ямато. У Персії править династія Сассанідів.
На території лісостепової України Черняхівська культура. У Північному Причорномор'ї готи й сармати. Історики VI століття згадують плем'я антів, що мешкало на території сучасної України приблизно з IV сторіччя. З'явилися гуни, підкорили остготів та аланів й приєднали їх до себе.

## Події
- Римо-перська війна завершилася підписанням сторічного миру. Обидві сторони зобов'язалися поважати свободу віросповідання на своїх територіях.
- Землетрус пошкодив стіни Колізею.
- Римські війська здійснили похід у Галлію. Вони полонили й стратили вождя франків Теодомера.
- 43-м Папою Римським став Целестін I.

## Померли
- Боніфацій I, Папа Римський.